# Sam McDaniel
Sam McDaniel (* 28. Januar 1886 in Wichita, Kansas als Samuel Rufus McDaniel; † 24. September 1962 in Woodland Hills, Kalifornien) ist ein US-amerikanischer Schauspieler.

## Leben
Sam McDaniel wurde 1886 in Wichita als eines von 13 Kindern früherer Sklaven geboren. Die Familie lebte später in Fort Collins und Denver, wo Sam McDaniel an der dortigen East High School seinen Schulabschluss machte. Zwei seiner jüngeren Schwestern wurden später ebenfalls Schauspielerinnen: Etta McDaniel (1890–1946) und Hattie McDaniel (1893–1952), letztere wurde als erste schwarze Oscarpreisträgerin und durch ihre Rolle in Vom Winde verweht berühmt.
Sam McDaniel und mehrere seiner Geschwister traten Anfang des 20. Jahrhunderts in gemeinsamen Minstrel Shows auf. In den 1920er-Jahren führte er zeitweise eine eigene Jazzband und trat in Vaudeville-Shows auf. Sein Filmdebüt gab er 1929 in Hallelujah von King Vidor, dem ersten Tonfilm in Hollywood mit hauptsächlich afroamerikanischer Besetzung. Er begann Filmrollen anzunehmen und hatte daneben für einige Jahre auch regelmäßige Radioauftritte bei KNX-AM in Los Angeles. Ähnlich wie viele männliche afroamerikanische Darsteller seiner Zeit erhielt McDaniel in Hollywood vor allem oft eher klein ausfallende Nebenrollen als Diener, Pförtner, Kellner, Schlafwagenschaffner oder sonstiger Bediensteter. Einen verhältnismäßig großen Auftritt hatte er 1937 als fähiger Schiffskoch Doc in dem oscarprämierten Spielfilm Manuel neben Spencer Tracy. Weitere im Abspann erwähnte Rollen hatte er in Filmen wie Draculas Sohn, Die Straße der Erfolgreichen und Vertauschtes Glück.
Insgesamt wirkte er an über 200 Kinofilmen sowie in den 1950er-Jahren auch einer Reihe von Fernsehserien mit. Dabei war er 1955 der erste und einzige Schwarze mit einer Gastrolle in der Fernsehserie I Love Lucy. Seine letzte kleine Rolle hatte er 1960 in Abenteuer am Mississippi, zwei Jahre später starb er mit 76 Jahren. Er ist auf dem Valhalla Memorial Park Cemetery in Los Angeles beigesetzt.

## Filmografie (Auswahl)
- 1929: Hallelujah
- 1931: Irrwege des Lebens (Dance, Fools, Dance)
- 1931: Der öffentliche Feind (The Public Enemy)
- 1931: Der Mut zum Glück (A Free Soul)
- 1931: Guilty Hands
- 1932: Union Depot
- 1932: Menschen im Hotel (Grand Hotel)
- 1932: The Rich Are Always with Us
- 1932: Filmverrückt (Movie Crazy)
- 1933: Employees’ Entrance
- 1933: Der Weg ins Ungewisse (Central Airport)
- 1933: Ganovenbraut (Hold Your Man)
- 1933: Parade im Rampenlicht (Footlight Parade)
- 1933: Eine Frau vergisst nicht (Only Yesterday)
- 1933: Broadway Through a Keyhole
- 1933: Der Frauenheld (Lady Killer)
- 1934: Zwei Herzen auf der Flucht (Fugitive Lovers)
- 1934: Liebe ohne Zwirn und Faden (Fashions of 1934)
- 1934: Manhattan Melodrama
- 1934: Geheimagent 13 (Operator 13)
- 1934: Charlie Chan’s Courage
- 1934: Die gute alte Zeit (The Old Fashioned Way)
- 1934: Dickschädel (Here Comes the Navy)
- 1934: Millionäre bevorzugt (The Girl from Missouri)
- 1934: Die Schöne der neunziger Jahre (Belle of the Nineties)
- 1934: Pioniere des Westens (Wagon Wheels)
- 1934: Ich kämpfe für dich (Evelyn Prentice)
- 1934: Babbitt
- 1935: Die Goldgräber von 1935 (Gold Diggers of 1935)
- 1935: Stranded
- 1935: Der Polizeibericht meldet … (Woman Wanted)
- 1935: Spione küßt man nicht (Rendezvous)
- 1935: Riffraff
- 1936: Poor Little Rich Girl
- 1936: Sing, Baby, Sing
- 1936: The Gorgeous Hussy
- 1937: Das schwarze Gold (Git Along Little Dogies)
- 1937: Manuel (Captains Courageous)
- 1938: Jezebel – Die boshafte Lady (Jezebel)
- 1938: Liebe zu viert (Four’s a Crowd)
- 1938: Three Loves Has Nancy
- 1939: Zum Verbrecher verurteilt (They Made Me a Criminal)
- 1939: Laßt uns leben (Let Us Live)
- 1939: Union Pacific
- 1939: Jesse James (Days of Jesse James)
- 1940: Ein Ehemann zuviel (Too Many Husbands)
- 1940: Goldschmuggel nach Virginia (Virginia City)
- 1940: Orchid, der Gangsterbruder (Brother Orchid)
- 1941: Vertauschtes Glück (The Great Lie)
- 1941: Die Rächer von Missouri (Bad Men of Missouri)
- 1941: Du gehörst zu mir (You Belong to Me)
- 1941: Birth of the Blues
- 1941: Sein letztes Kommando (They Died with Their Boots On)
- 1941: Louisiana Purchase
- 1942: Agenten der Nacht (All Through the Night)
- 1942: Ich will mein Leben leben (In This Our Life)
- 1942: Silver Queen
- 1942: Johnny Doughboy
- 1943: Draculas Sohn (Son of Dracula)
- 1944: Frau ohne Gewissen (Double Indemnity)
- 1944: Die Abenteuer Mark Twains (The Adventures of Mark Twain)
- 1944: Three Men in White (3 Men in White)
- 1944: Zu Hause in Indiana (Home in Indiana)
- 1944: Heirate niemals einen Fremden (When Strangers Marry)
- 1944: Sweet and Low-Down
- 1944: Mit Büchse und Lasso (Tall in the Saddle)
- 1944: Experiment in Terror (Experiment Perilous)
- 1944: Musik für Millionen (Music for Millions)
- 1945: Jagd auf Dillinger (Dillinger)
- 1945: Die Dame im Zug (Lady on a Train)
- 1946: My Reputation
- 1946: Sinfonie in Swing (Do You Love Me)
- 1946: Skandal im Sportpalast (Joe Palooka, Champ)
- 1946: Centennial Summer
- 1947: Das Ei und ich (The Egg and I)
- 1947: Liebe auf den zweiten Blick (Living in a Big Way)
- 1947: Das Doppelleben des Herrn Mitty (The Secret Life of Walter Mitty)
- 1947: Eine Welt zu Füßen (The Foxes of Harrow)
- 1948: The Babe Ruth Story
- 1949: Die Straße der Erfolgreichen (Flamingo Road)
- 1949: Strafsache Thelma Jordon (The File on Thelma Jordon)
- 1949: Tritt ab, wenn sie lachen (Always Leave Them Laughing)
- 1952: Something for the Birds
- 1953: Gefährtin seines Lebens (The President’s Lady)
- 1953: Ein Mann ohne Bedeutung (Affair with a Stranger)
- 1954: Fluß der Rache (The Gambler from Natchez)
- 1954: Carmen Jones
- 1955: Ein Mann namens Peter (A Man Called Peter)
- 1955: I Love Lucy (Fernsehserie, Folge 5x05)
- 1955: Guten Morgen, Miss Fink (Good Morning, Miss Dove)
- 1958: Das Mädchen aus der Unterwelt (Party Girl)
- 1959: Eine Nummer zu groß (A Hole in the Head)
- 1960: Titanen (Ice Palace)
- 1960: Abenteuer am Mississippi (The Adventures of Huckleberry Finn)